# Mannophryne oblitterata
Mannophryne oblitterata (Rivero, 1984) è un anfibio anuro, appartenente alla famiglia degli Aromobatidi.

## Distribuzione e habitat
È endemica della Cordigliera della Costa in Venezuela. Si trova tra 150 e 750 metri di altitudine negli stati di Miranda e Guárico.